# Zurribanda
Zurribanda es un grupo musical también conocido como les zurris, que surge en la ciudad francesa de Poitiers. Es quizás el grupo más famoso de su ciudad natal, junto con los Spinash Power.

## Estilo musical
Tanto en lo que se refiere a la música como en lo relativo a las letras, están muy influidos por la música procedente de América Latina. En sus canciones mezclan ska con salsa, canciones tradicionales o rap.
El grupo canta en francés, español e inglés. Sus letras hablan de amor, de política o de América Latina, entre otras cosas.

## Discografía
- 2002 - La casa de Tocame Roque
- 2003 - La Mala Hora